# Scornicești
Scornicești là một thị xã thuộc hạt Olt, România. Dân số thời điểm năm 2002 là 12802 người.